# تشو گندا
تشو گِندا (玄田 哲章 Genda Tesshō, زادهٔ ۲۰ مهٔ ۱۹۴۸) بازیگر، و صداپیشه اهل ژاپن بود. وی از سال ۱۹۷۰ میلادی تاکنون مشغول فعالیت بوده‌است.
از فیلم‌ها یا برنامه‌های تلویزیونی که وی در آن نقش داشته‌است می‌توان به آشورا اشاره کرد.